# 워터월드
워터월드(Waterworld)는 1995년 개봉한 미국의 SF 영화이다.

## 줄거리
먼 미래, 지구 온난화로 인해 빙하가 모두 녹아 해수면이 상승하면서 대부분의 땅이 물에 잠긴 세상이 배경이다. 사람들은 물 위에 떠다니는 인공 섬, '아톨'을 만들어 생활하고 있으며, 육지(Dryland)는 전설처럼 여겨진다. 주인공인 '마리너'는 돌연변이로 아가미와 물갈퀴를 가진 떠돌이로, 자신의 삼동선(trimaran)을 타고 물 위를 떠돌아다닌다.
마리너는 아톨에 들러 귀한 흙과 물품을 교환하려다 정체가 발각되어 죽을 위기에 처한다. 그 순간, '스모커'라는 해적 집단이 아톨을 습격하고, 아톨 주민인 헬렌과 그녀가 돌보는 소녀 에놀라는 마리너와 함께 탈출을 시도한다. 스모커의 리더인 디콘은 에놀라의 등에 새겨진 문신이 육지로 가는 지도라고 믿고 그녀를 쫓는다.
마리너는 처음에는 냉담했지만, 헬렌과 에놀라와 함께하며 점차 마음을 열고, 에놀라에게 수영을 가르치기도 한다. 스모커의 추격을 피하던 중, 헬렌은 에놀라의 문신에 숨겨진 비밀을 털어놓고, 마리너는 헬렌에게 물속에 잠긴 과거 육지의 흔적을 보여주며 육지가 존재했음을 입증한다. 스모커에게 쫓기던 도중, 에놀라는 스모커에게 납치당하고, 마리너와 헬렌은 스모커의 기지인 유조선 '엑손 발데즈'를 향해 추격한다.
스모커의 기지에 침투한 마리너는 디콘과 맞서고, 유조선에 불을 질러 혼란을 야기한다. 마리너는 에놀라를 구출하지만, 디콘은 헬륨 기구를 타고 도망치는 마리너를 공격한다. 디콘은 결국 폭발로 인해 사망하고, 마리너는 에놀라를 안전하게 구출한다. 이후, 에놀라의 문신이 진짜 육지의 위치를 가리키는 지도라는 것이 밝혀지고, 마리너와 헬렌, 에놀라는 육지를 발견하게 된다. 마리너는 자신이 속할 곳이 아니라고 생각하고 다시 바다로 떠나며 이야기는 마무리된다. 확장판에서는 육지가 에베레스트 산이며, 헬렌이 마리너에게 '율리시스'라는 이름을 지어주는 장면이 추가된다.

## 캐스팅
- 케빈 코스트너 - The Mariner
- 데니스 호퍼 - The Deacon
- 진 트리플혼 - Helen
- 티나 메이저리노 - Enola
- 마이클 지터 - Old Gregor
- 킴 코티스 - Drifter #2
- R. D. 콜 - Atoll Enforcer
- 잭 블랙 - Smoker Plane Pilot

## SBS 성우진 (1999년 9월 24일)
- 양지운 - 마리너(케빈 코스트너)
- 송도영 - 헬렌(진 트리플혼)
- 박상일 - 디컨(데니스 호퍼)
- 최덕희 - 아놀라(티나 마조리노)
- 김정경
- 김정희
- 장승길
- 이대영
- 안장혁
- 이주원